# قرائن ملوك نابولي
تحتوي هذه القائمة على أقران ملوك نابولي منذ تأسيس المملكة عن استقلالها عن صقلية في 1282 حتى دمجها مع مملكة صقلية في 1816.

## أسرة أنجو الكابيتيون(1266–1382)
| الصورة | الاسم                          | الوالد                                         | الميلاد        | الزواج          | أصبحت القرينة             | توقف عن استخدام اللقب      | الوفاة            | الزوج         |
| ------ | ------------------------------ | ---------------------------------------------- | -------------- | --------------- | ------------------------- | -------------------------- | ----------------- | ------------- |
|        | بياتريس من بروفنس              | ريموند برانجيه الرابع كونت بروفنس (برشلونة)    | 1234           | 31 يناير 1246   | 26 فبراير 1266 صعود الزوج | 23 سبتمبر 1267             | 23 سبتمبر 1267    | كارلو الأول   |
|        | مارغريت من بورغندي             | أودو، كونت نيفير (بورغندي)                     | 1250           | 18 نوفمبر 1268  | 18 نوفمبر 1268            | 7 يناير 1285 وفاة الزوج    | 4 سبتمبر 1308     | كارلو الأول   |
|        | ماريا من المجر                 | ستيفن الخامس ملك المجر (أرباد)                 | 1257           | مايو/يونيو 1270 | 7 يناير 1285 صعود الزوج   | 5 مايو 1309 وفاة الزوج     | 25 مارس 1323      | كارلو الثاني  |
|        | سانشا من مايوركا               | خايمي الثاني ملك مايوركا (برشلونة)             | 1285           | 20 سبتمبر 1304  | 5 مايو 1309 صعود الزوج    | 20 يناير 1343 وفاة الزوج   | 28 يوليو 1345     | روبيرتو       |
|        | أندرو دوق كالابريا             | كارولي الأول ملك المجر (أنجو)                  | 30 أكتوبر 1327 | أوائل 1342      | أغسطس 1344 صعود الزوجة    | 18/19 سبتمبر 1345          | 18/19 سبتمبر 1345 | جوفانا الأولى |
|        | خايمي الرابع ملك مايوركا       | خايمي الثالث ملك مايوركا (برشلونة)             | ح. 1336        | 26 سبتمبر 1363  | 26 سبتمبر 1363            | 20 يناير 1375              | 20 يناير 1375     | جوفانا الأولى |
|        | أوتو، دوق براونشفايغ-غروبنهاغن | هاينريش الثاني، دوق براونشفايغ-غروبنهاغن (فلف) | 1320           | 25 سبتمبر 1376  | 25 سبتمبر 1376            | 26 أغسطس 1381 تنازل الزوجة | 1 ديسمبر 1398     | جوفانا الأولى |

## أسرة أنجو-دوراتسو (1382–1435)
| الصورة | الاسم                | الوالد                                | الميلاد       | الزواج         | أصبحت القرينة           | توقف عن استخدام اللقب     | الوفاة                 | الزوج        |
| ------ | -------------------- | ------------------------------------- | ------------- | -------------- | ----------------------- | ------------------------- | ---------------------- | ------------ |
|        | مارغريت من دوراتسو   | شارل، دوق دوراتسو (آنجو-دوراتسو)      | 28 يوليو 1347 | فبراير 1369    | 12 مايو 1382 صعود الزوج | 24 فبراير 1386 وفاة الزوج | 6 أغسطس 1412           | كارلو الثالث |
|        | كونستانزا من كليرمون | مانفريدو دي كليرمون، كونت مونتكا      | ؟             | 1390           | -                       | 1392 الطلاق               | ؟                      | لادسلاو      |
|        | ماري من لوزينيان     | جيمس الأول ملك قبرص (لوزينيان)        | ح. 1381       | 12 فبراير 1403 | 12 فبراير 1403          | 4 سبتمبر 1404             | 4 سبتمبر 1404          | لادسلاو      |
|        | ماري من إنغين        | جيوفاني دي إنغين، كونت كاسترو (إنغين) | ح. 1367/1370  | ح. 1406        | ح. 1406                 | 6 أغسطس 1414              | 9 مايو 1446 وفاة الزوج | لادسلاو      |

عارض دوقات أنجو من أسرة فالوا حكم أسرة دوراتسو بحيث قاموا بعدة هجمات عسكرية بضدهم، وفي النهاية عينت الملكة جوفانا الثانية الدوق لويس الثالث وريثاً لها، ومع وفاته عُينت شقيقه ريناتو.

## أسرة فالوا-أنجو(1382–1426) و (1435–1442)
| الصورة | الاسم               | الوالد                                    | الميلاد                   | الزواج                | أصبحت القرينة                      | توقف عن استخدم اللقب                         | الوفاة         | الزوج                |
| ------ | ------------------- | ----------------------------------------- | ------------------------- | --------------------- | ---------------------------------- | -------------------------------------------- | -------------- | -------------------- |
|        | ماري من بلوا-شاتيون | شارل دي بلوا-شاتيون، دوق بريتاني (شاتيون) | ح. 1345                   | 8 يوليو 1360          | 12 مايو 1382 عندما حمل زوجها اللقب | 20 سبتمبر 1384 وفاة الزوج                    | 12 نوفمبر 1404 | لويجي الأول          |
|        | يولاند من أراغون    | خوان الأول ملك أراغون (برشلونة)           | 11 أغسطس 1384             | 2 ديسمبر 1400         | 2 ديسمبر 1400                      | 29 أبريل 1417 وفاة الزوج                     | 14 نوفمبر 1442 | لويجي الثاني         |
|        | مارغريت من سافوي    | أماديو الثامن، دوق سافوي (سافوي)          | ح. 1410/1417/7 أغسطس 1420 | ح. 1424/31 أغسطس 1432 | ح. 1424/31 أغسطس 1432              | 12 نوفمبر 1434 وفاة الزوج                    | 30 سبتمبر 1479 | لويجي الثالث         |
|        | إيزابيلا من لورين   | شارل الثاني دوق لورين (لورين)             | ح. 1400                   | 24 أكتوبر 1420        | 2 فبراير 1435 صعود الزوج           | ح. 1442 فرار الزوج؛ رجعت إلى حمل اللقب اسمياً | 28 فبراير 1453 | ريناتو               |
|        | جان دو لافال        | غي الرابع عشر، كونت لافال (لافال)         | 10 نوفمبر 1433            | 10 سبتمبر 1454        | 10 سبتمبر 1454                     | 10 يوليو 1480 وفاة الزوج                     | 19 ديسمبر 1498 | ريناتو               |
|        | جين دي لورين        | فدريدريك الثاني، كونت فودمونت (لورين)     | 1458                      | 21 يناير 1474         | 10 يناير 1480 صعود الزوج           | 25 يناير 1480                                | 25 يناير 1480  | شارل الرابع دوق أنجو |

كان لويجي الأول، دوق أنجو وريث لجوفانا الأولى. وأيضا خليفها بحكم القانون بعد وفاتها في 1382. وأيضا حارب منافسيين من آل دوراتسو وخسر إدعاء، في الغالب لم يكن هناك وريث ثابت، كان هناك اتفاق بين لويجي الثالث وجوفانا الثانية التي اعترفت به كوريث، ولكن وفاته المبكرة ورث شقيقه رينيه الإدعاء، وخلفها في 1435.
رينيه نافسه على العرش ألفونسو الخامس ملك أراغون والتي عينته جوفانا الثانية وريث لها ولكنها تم التغاضي عنها لصالح رينيه شقيق لويجي الثالث، غزا ألفونسو المملكة وأجبر رينيه على الفرار، وَرَثَ رينيه المطالبة إلى حفيده رينيه الثاني دوق لورين أو إلى ابن شقيق شارل الرابع دوق أنجو الذي توفي في 1481 تاركاً المطالبة إلى لويس الحادي عشر ملك فرنسا وبذلك واصل ملوك فرنسا المطالبة بشكل مستمر حتى 1529 وبشكل متقطع حتى 1559.

## أسرة تراستامارا(1442–1501)
| الصورة | الاسم               | الوالد                                | الميلاد               | الزواج         | أصبحت القرينة            | توقف عن استخدام اللقب    | الوفاة        | الزوج            |
| ------ | ------------------- | ------------------------------------- | --------------------- | -------------- | ------------------------ | ------------------------ | ------------- | ---------------- |
|        | ماريا من قشتالة     | إنريكي الثالث ملك قشتالة (تراستامارا) | 1 سبتمبر 1401         | 12 أكتوبر 1415 | 2 يونيو 1442 صعود الزوج  | 4 أكتوبر 1458            | 4 أكتوبر 1458 | ألفونسو الأول    |
|        | إيزابيلا من كليرمون | تريستان دي كليرمون، كونت كوبرتينو     | 1424                  | 30 مايو 1444/5 | 27 يونيو 1458 صعود الزوج | 30 مارس 1465             | 30 مارس 1465  | فرديناندو الأول  |
|        | خوانا من أراغون     | خوان الثاني ملك أراغون (تراستامارا)   | ح. 1454/16 يونيو 1455 | 14 سبتمبر 1476 | 14 سبتمبر 1476           | 25 يناير 1494 وفاة الزوج | 9 يناير 1517  | فرديناندو الأول  |
|        | جوفانا من نابولي    | فرديناندو الأول (تراستامارا)          | 1478                  | 1496           | 1496                     | 7 سبتمبر 1496 وفاة الزوج | 27 أغسطس 1518 | فرديناندو الثاني |
|        | إيزابيلا ديل بالزو  | بييترو ديل بالزو، دوق أندريا          | ؟                     | 28 نوفمبر 1486 | 7 سبتمبر 1496 صعود الزوج | 1501 تنازل الزوج         | 1533          | فريدريكو الرابع  |

غزا الفرنسيين المملكة في عام 1501، وأخذ الملك فريدريكو سجين معه على فرنسا، وتوفي هناك.

## أسرة فالوا-أورليان(1501–1504)
| الصورة | الاسم         | الوالد                                           | الميلاد       | الزواج       | أصبحت القرينة          | توقف عن استخدام اللقب      | الوفاة       | الزوج          |
| ------ | ------------- | ------------------------------------------------ | ------------- | ------------ | ---------------------- | -------------------------- | ------------ | -------------- |
|        | آن من بريتاني | فرانسوا الثاني، دوق بريتاني (أسرة درو -مونتفورت) | 25 يناير 1477 | 8 يناير 1499 | حوالي. 1501 صعود الزوج | 29 ديسمبر 1503 تنازل الزوج | 9 يناير 1514 | لويجي (الرابع) |

غزا الإسبان المملكة بعد معركة غاريليانو في 1503.

## أسرة تراستامارا (1504–1516)
| الصورة | الاسم                       | الوالد                                      | الميلاد       | الزواج         | أصبحت القرينة             | توقف عن استخدام اللقب    | الوفاة         | الزوج            |
| ------ | --------------------------- | ------------------------------------------- | ------------- | -------------- | ------------------------- | ------------------------ | -------------- | ---------------- |
|        | إيزابيلا الأولى ملكة قشتالة | خوان الثاني ملك قشتالة (تراستامارا)         | 22 أبريل 1451 | 19 أكتوبر 1469 | 29 ديسمبر 1503 صعود الزوج | 26 نوفمبر 1504           | 26 نوفمبر 1504 | فرديناندو الثالث |
|        | جيرمين من فوا               | خوان من فوا، فيكونت أربونة (أسرة فوا-غريلي) | ح. 1488       | 19 أكتوبر 1505 | 19 أكتوبر 1505            | 23 يناير 1516 وفاة الزوج | 18 أكتوبر 1538 | فرديناندو الثالث |

## أسرة هابسبورغ(1516–1700)
| الصورة | الاسم                     | الوالد                                             | الميلاد        | الزواج         | أصبحت القرينة           | توقف عن استخدام اللقب     | الوفاة            | الزوج        |
| ------ | ------------------------- | -------------------------------------------------- | -------------- | -------------- | ----------------------- | ------------------------- | ----------------- | ------------ |
|        | إيزابيلا من البرتغال      | مانويل الأول ملك البرتغال (أفيس)                   | 24 أكتوبر 1503 | 11 مارس 1526   | 11 مارس 1526            | 1 مايو 1539               | 1 مايو 1539       | كارلو الرابع |
|        | ماريا الأولى ملكة إنجلترا | هنري الثامن ملك إنجلترا (تيودور)                   | 18 فبراير 1516 | 25 يوليو 1554  | 25 يوليو 1554           | 17 نوفمبر 1558            | 17 نوفمبر 1558    | فيليب الأول  |
|        | إيزابيلا من فالوا         | هنري الثاني ملك فرنسا (فالوا)                      | 2 أبريل 1545   | 22 يونيو 1559  | 22 يونيو 1559           | 3 أكتوبر 1568             | 3 أكتوبر 1568     | فيليب الأول  |
|        | آنا من النمسا             | ماكسيمليان الثاني، إمبراطور روماني مقدس (هابسبورغ) | 1 نوفمبر 1549  | 4 مايو 1570    | 4 مايو 1570             | 26 أكتوبر 1580            | 26 أكتوبر 1580    | فيليب الأول  |
|        | مارغريت من النمسا         | كارل الثاني، أرشيدوق النمسا (هابسبورغ)             | 25 ديسمبر 1584 | 18 أبريل 1599  | 18 أبريل 1599           | 3 أكتوبر 1611             | 3 أكتوبر 1611     | فيليب الثاني |
|        | إليزابيث دي بوربون        | هنري الرابع ملك فرنسا (بوربون)                     | 22 نوفمبر 1602 | 25 نوفمبر 1615 | 31 مارس 1621 صعود الزوج | 6 أكتوبر 1644             | 6 أكتوبر 1644     | فيليب الثالث |
|        | ماريانا من النمسا         | فرديناند الثالث، إمبراطور روماني مقدس (هابسبورغ)   | 24 ديسمبر 1634 | 7 أكتوبر 1649  | 7 أكتوبر 1649           | 17 سبتمبر 1665 وفاة الزوج | 16 مايو 1696      | فيليب الثالث |
|        | ماري لويز من أورليان      | فيليبي الأول، دوق أورليان (أورليان)                | 26 مارس 1662   | 19 نوفمبر 1679 | 19 نوفمبر 1679          | 19 12 فبراير 1689         | 19 12 فبراير 1689 | كارلو الخامس |
|        | ماريا آنا من نيوبورغ      | فيليب فيلهلم، ناخب بالاتينات (فيتلسباخ)            | 28 أكتوبر 1667 | 14 مايو 1690   | 14 مايو 1690            | 1 نوفمبر 1700 وفاة الزوج  | 16 يوليو 1740     | كارلو الخامس |

## أسرة بوربون(1700–1713)
| الصورة | الاسم                | الوالد                                    | الميلاد        | الزواج        | اصبحت القرينة | توقف عن استخدام اللقب                        | الوفاة         | الزوج        |
| ------ | -------------------- | ----------------------------------------- | -------------- | ------------- | ------------- | -------------------------------------------- | -------------- | ------------ |
|        | ماريا لويزا من سافوي | فيتوريو أميديو الثاني ملك سردينيا (سافوي) | 17 سبتمبر 1688 | 2 نوفمبر 1701 | 2 نوفمبر 1701 | 11 أبريل 1713 نابولي أصبحت من ممتلكات النمسا | 14 فبراير 1714 | فيليب الرابع |

فقد الإسبان المملكة لصالح هابسبورغ النمسا أثناء نهاية حرب الخلافة الإسبانية.

## أسرة هابسبورغ(1714–1734)
| الصورة | الاسم                                  | الوالد                                      | الميلاد       | الزواج       | أصبحت القرينة            | توقف عن استخدم اللقب                          | الوفاة         | الزوج        |
| ------ | -------------------------------------- | ------------------------------------------- | ------------- | ------------ | ------------------------ | --------------------------------------------- | -------------- | ------------ |
|        | إليزابيث كريستين من برونزويك-فولفنبوتل | لودفيغ رودولف، دوق برونزويك-فولفنبوتل (فلف) | 28 أغسطس 1691 | 1 أغسطس 1708 | 11 أبريل 1713 صعود الزوج | 25 مايو 1734 نابولي رجعت مرة أخرى إلى الإسبان | 21 ديسمبر 1750 | كارلو السادس |

الإسبان غزو المملكة مرة أخرى في 1734 خلال الحرب الخلافة البولندية في 1738، واعترفت معاهدة فيينا باستقلال نابولي وصقلية عن إسبانيا وحكم البلاد تحت فرع الأصغر من آل بوربون.

## أسرة بوربون(1735–1806)
| الصورة | الاسم                    | الوالد                                             | الميلاد        | الزواج        | أصبحت القرينة | توقف عن استخدام اللقب                          | الوفاة         | الزوج            |
| ------ | ------------------------ | -------------------------------------------------- | -------------- | ------------- | ------------- | ---------------------------------------------- | -------------- | ---------------- |
|        | ماريا أماليا من ساكسونيا | أغسطس الثالث ملك بولندا (فتين)                     | 24 نوفمبر 1724 | 19 يونيو 1738 | 19 يونيو 1738 | 10 أغسطس 1759 تنازل الزوج؛ وأصبحت ملكة إسبانيا | 27 سبتمبر 1760 | كارلو السابع     |
|        | ماريا كارولينا من النمسا | فرانز الأول، إمبراطور روماني مقدس (هابسبورغ-لورين) | 13 أغسطس 1752  | 12 مايو 1768  | 12 مايو 1768  | 8 سبتمبر 1814                                  | 8 سبتمبر 1814  | فرديناندو الرابع |

## أسرة بونابرت(1806–1815)
| الصورة | الاسم                           | الوالد                        | الميلاد        | الزواج        | أصبحت القرينة           | توقف عن استخدام اللقب                         | الوفاة       | الزوج  |
| ------ | ------------------------------- | ----------------------------- | -------------- | ------------- | ----------------------- | --------------------------------------------- | ------------ | ------ |
|        | ماري جولي كلاري                 | فرانسوا كلاري                 | 26 ديسمبر 1771 | 1 أغسطس 1794  | 30 مارس 1806 صعود الزوج | 1 أغسطس 1808 تنازل الزوج؛ وأصبحت ملكة إسبانيا | 7 أغسطس 1845 | جوزيبي |
|        | ماريا أنونزياتا كارولين بونابرت | كارلو ماريا بونابرت (بونابرت) | 25 مارس 1782   | 20 يناير 1800 | 1 أغسطس 1808 صعود الزوج | 3 مايو 1815 تنازل الزوج                       | 18 مايو 1839 | يواكيم |

## أسرة بوربون(1815–1816)
لا يوجد
في 1816 الملك فرديناندو الرابع دمج مملكتي نابولي وصقلية في كيان عُرف بـ «مملكة الصقليتين».